# Газпром-Арена
«Газпром-Арена» (також відомий як «Зеніт-Арена», «Стадіон Санкт-Петербург», «Хрестовський стадіон») — стадіон на Хрестовському острові у Петроградському районі Санкт-Петербурга. Розташовується арена на місці демонтованого стадіону імені С. М. Кірова — пам'ятки архітектури федерального значення. Автором проекту був японський архітектор Кісьо Курокава.
Будівництво стадіону розпочалося в 2007 році. Офіційно об'єкт введений в експлуатацію 29 грудня 2016.. Спочатку було заявлено, що будівництво стадіону обійдеться в 6,7 млрд рублів, але згодом ця сума зросла до 43 млрд рублів (за іншими даними, до 50,8 мільярдів рублів). На початок 2020-х стадіон — найдорожчий в Росії.
На стадіоні проходили матчі Кубка конфедерацій 2017 і чемпіонату світу з футболу 2018 року.
До 8 грудня 2018 року стадіон носив назву «Санкт-Петербург».. 15 лютого 2018 року уряд Санкт-Петербурга і ТОВ «Зеніт-Арена» (дочірня компанія АТ «Футбольний клуб „Зеніт“») підписали угоду про передачу прав на повноцінне користування стадіоном, а 18 травня ними було підписано акт приймання-передачі споруди, в результаті чого стадіон перейшов в управління футбольного клубу «Зеніт» терміном на 49 років
На стадіоні відсутні легкоатлетичні доріжки, він призначений тільки для проведення футбольних матчів.
У вересні 2019 року УЄФА оголосив про те, що фінал Ліги чемпіонів в 2022 році пройде на стадіоні «Хрестовський».

## Основні техніко-економічні показники
Стадіон має 9 поверхів, 4 сходинково-ліфтових блоки, а його висота від землі до даху становить 75 метри (від землі до завершення з урахуванням пілонів — 110 метрів). Загальна площа всіх приміщень складає 287,68 тис. м². Футбольне поле — 9 840 м², а загальна маса — 7000 тонн. Його викочують встановлені з північного та південного боку спеціальні колісні трактори. Для викочування поля на стадіон або назад з нього потрібно близько 4 годин (стадіон має два в'їзди на поле). На будівництво стадіону було витрачено 486 000 м³ бетону і 32 000 тонн сталі. Загальна площа даху стадіону становить 71 000 м² при діаметрі 286 метрів, причому її центральна частина — розсувні, розміром 224 × 92 м, з двох стулок. На засувку і відкриття стулок даху відводиться 40 хвилин. При повністю розставлених стулках розмір просвіту становить 190 × 90 метрів. Розсування/засув займає 15 хвилин..